# Стейнар Дагюр Адольфссон
Стейнар Дагюр Адольфссон (исл. Steinar Dagur Adolfsson, родился 25 января 1970 года) — исландский футболист, защитник.

## Биография
Начинал карьеру в 1988 году за «Валюр», где выступал до 1994 года. Четырежды обладатель Кубка Исландии (1988, 1990, 1991, 1992), обладатель Суперкубка Исландии 1988 года. В 1995 года перешёл в «Рейкьявик», с которым в том же году выиграл Кубок Исландии. С 1996 года — игрок «Акранеса», в составе которого выиграл чемпионат, кубок Исландии и Кубок лиги в том же году. В 1999—2001 годах — игрок норвежского «Конгсвингера», с которым в 2000 году выбыл из Типпелиги в Первый дивизион Норвегии. Карьеру завершил в 2001 году.
В сборной Исландии дебютировал 7 мая 1991 года в товарищеском матче против сборной Мальты, сыграл 14 матчей. Единственный гол забил 27 марта 1999 года в ворота Андорры.